# Фалькенхаузен, Александр фон
Барон Алекса́ндр Эрнст А́льфред Ге́рман фон Фалькенха́узен (нем. Alexander Ernst Alfred Hermann von Falkenhausen; 29 октября 1878, Германская империя — 31 июля 1966, Нассау, ФРГ) — генерал вермахта, в 1940—1944 годах — глава оккупационного правительства Бельгии.

## Биография
На службе в германской армии с 1897 года, выполнял военные миссии в странах Востока — Турции, Японии, Китае. С 1 апреля 1928 года — генерал-майор, с 1 октября 1929 — генерал-лейтенант, с 8 марта 1934 — генерал от инфантерии.
В 1937 году, когда Германия поддержала агрессию Японии против Китая, Фалькенхаузен (в то время возглавлявший военную миссию при Чан Кайши) не поддержал агрессию и был отозван под угрозой ареста его семьи, вскоре уволен в отставку. В 1938 году Фалькенхаузен возвращён на военную службу, воевал на Западном фронте, с 1940 года — генерал-губернатор оккупированной Бельгии. Дружил с участниками антигитлеровского заговора Гёрделером и Вицлебеном, после провала их заговора был арестован. Находился в различных концлагерях, освобождён американцами в 1945 году.
В 1948 году отправлен в Бельгию, где привлечён к суду, в марте 1951 года приговорён к 12 годам заключения, однако уже через несколько недель помилован и освобождён, после того, как были представлены свидетельства его личного участия в спасении многих евреев от депортации в лагеря смерти.
В 1950 году получил личное поздравление и чек на 1 миллион долларов от Чан Кайши как «друг Китая».

## Награды
- Орден Прусской Короны 4-го класса с мечами (Королевство Пруссия)
- Орден Фридриха рыцарский крест 2-го класса с мечами (Королевство Вюртемберг)
- Железный крест (1914) 2-го и 1-го класса (Королевство Пруссия)
- Королевский орден Дома Гогенцоллернов рыцарский крест с мечами (Королевство Пруссия)
- Орден «Pour le Mérite» (Королевство Пруссия)
- Орден Святого Иоанна Иерусалимского госпиталя Ehrenritter и Rechtsritter
- Крест «За выслугу лет» (за 25 лет беспорочной службы) (Королевство Пруссия)
- Орден «За военные заслуги» 3-го класса с мечами (Королевство Бавария)
- Орден Вюртембергской короны рыцарский крест с мечами (Королевство Вюртемберг)
- Орден Заслуг герцога Петра-Фридриха-Людвига рыцарский крест 1-го класса с мечами и лавром (Великое герцогство Ольденбург)
- Крест Фридриха Августа 2-го и 1-го класса (Великое герцогство Ольденбург)
- Медаль «За храбрость» (Великое герцогство Гессен)
- Ганзейский крест Гамбурга
- Орден Железной короны 3-го класса с воинским отличием (Австро-Венгрия)
- Крест «За военные заслуги» 3-го класса с воинским отличием (Австро-Венгрия)
- Орден Османие 3-го класса с саблями (Османская империя)
- Орден Меджидие 2-го класса с саблями (Османская империя)
- Медаль Имтияз в серебре с саблями (Османская империя)
- Медаль Лиакат в золоте с саблями (Османская империя)
- Железный полумесяц (Османская империя)
- Почётный крест Первой мировой войны 1914/1918 с мечами (1934) (Третий рейх)
- Медаль «За выслугу лет в вермахте» (Третий рейх)
- Крест «За военные заслуги» 2-го и 1-го класса с мечами (Третий рейх)
- Немецкий крест в серебре (20 апреля 1943) (Третий рейх)

## В культуре
- В компьютерной игре Hearts of Iron IV, в кампании за националистический Китай игрок может сделать Фалькенхаузена генералом китайской армии.